# Maria Cristina Bezzi-Scali
Maria Cristina Bezzi-Scali (Roma, 2 aprile 1900 – Roma, 15 luglio 1994) è stata la seconda moglie di Guglielmo Marconi e madre della figlia Elettra.

## Biografia
Era la figlia del Conte Francesco Giuseppe Filippo Bezzi-Scali e di e Donna Anna Sacchetti.
Fu soprattutto il matrimonio religioso della contessina Maria Cristina Bezzi-Scali a diventare un fatto di risonanza nazionale con riflessi anche a livello internazionale.
Guglielmo Marconi, premio Nobel nel 1909, fortunato imprenditore industriale, senatore, presidente dell'Accademia d'Italia, era uno scienziato noto a livello internazionale. Era sposato, anche con rito cattolico, con l'irlandese Beatrice O'Brien (figlia di Edward O'Brien, XIV barone Inchiquin).

Guglielmo Marconi con la moglie Cristina e la figlia Elettra intorno al 1935.

I coniugi Marconi avevano divorziato il 12 febbraio 1924 nella città libera di Fiume.
Quando ormai aveva 52 anni, Marconi aveva conosciuto nella villa dei marchesi Sacchetti a Santa Marinella la contessina Cristina Bezzi Scali, di una nobile famiglia romana tradizionalmente molto influente in ambienti vaticani. Pur essendo possibile un matrimonio civile, ci fu il fermo divieto al matrimonio da parte della famiglia di lei, profondamente cattolica. In un'Italia in cui i riconoscimenti di nullità matrimoniale da parte della Sacra Rota erano fatti veramente eccezionali, Marconi riuscì ad ottenere la sentenza duplice conforme. Vari furono i commenti. Chi la trovò frutto di indebite pressioni mise in rilievo non solo la notorietà dello sposo, ma anche l'influenza della famiglia della futura nuova sposa..
Marconi e la Bezzi Scali si sposarono con il rito civile in Campidoglio il 12 giugno 1927 e tre giorni dopo con quello religioso in Santa Maria degli Angeli in Roma. Nel 1929 il marito ricevette il titolo di marchese da Vittorio Emanuele III.
Acquistò successivamente palazzo Borgognoni in piazza di Spagna.
Nelle polemiche che, soprattutto dal dopoguerra, si svilupparono sulla figura di Guglielmo Marconi, la vedova mantenne sempre un atteggiamento distaccato, rotto solo dall'uscita di una biografia, accompagnata da un tributo di Carlo Rubbia.
L'unica figlia Elettra sposò il principe Carlo Giovanelli; il figlio, principe Guglielmo ha assunto il doppio cognome Giovanelli Marconi.

## Opere
- Maria Cristina Bezzi Scali Marconi, Mio marito Guglielmo, con un tributo di Carlo Rubbia, Rizzoli
- Ricerche e sperimentazione di Guglielmo Marconi a Torre Chiaruccia, GAR Gruppo Archeologico Romano - Sezione di Santa Marinella